# Norges amt
Amt (från tyskan, egentligen ämbete eller ämbetsdistrikt) betecknade från 1662 de danska och norska förvaltningsområdena, och ersatte de tidigare enheterna län och syssler. Det gjordes skillnad mellan stiftamt eller huvudamt och de underliggande amten (underamten).
Från 1919 fick de dåvarande amten i Norge beteckningen fylken och amtmännen fick titeln fylkesman.

## Från län till amt
Efter införandet av envälde i Danmark-Norge 1660 blev de tidigare länen från 1662 ersatta av amt, i såväl Norge som Danmark. De fyra huvudlänen i Norge omorganiserades till fyra stift- eller huvudamt: Akershus, Kristiansand, Bergen och Trondheim. Dessutom infördes åtta underliggande amt:
- Akershus (Christiania) stiftamt (Akershus, Oslo, Hedmark, Oppland och Buskerud)
  - Fredrikstad med Smaalenenes amt (Østfold)
  - Tønsberg med Brunla amt (Vestfold)
- Agdesiden (Christiansand) stiftamt (Aust-Agder och Vest-Agder)
  - Bratsbergs amt (Telemark)
  - Stavanger amt (Rogaland)
- Bergenhus stiftamt (Nordhordland og Voss fögderi i Hordaland, Sogn og Fjordane samt Sunnmøre fögderi i Møre og Romsdal)
  - Halsnøy kloster og Hardanger amt (Sunnhordland og Hardanger fögderi i Hordaland)
  - Nordlandenes amt (Nordland och Troms)
- Trondheims stiftamt (Sør-Trøndelag och Nord-Trøndelag)
  - Romsdals amt (Romsdal och Nord-Møre fögderier i Møre og Romsdal)
  - Vardøhus amt (Finnmark)

Amten var i sin tur indelade i fögderier (norska fogderier), under 1660-talet var dessa 55 till antalet.

## Ändringar 1662-1814
- 1654: Halsnøy kloster och Hardanger amt sammanfördes till Sunnhordland og Hardanger fögderi och fördes till Bergenhus stiftamt
- 1671: Sunnmøre överfördes till Romsdals amt.
  - 1675: Nordfjord og Sunnmøre amt lösgjordes ur Bergenhus.
  - 1680: Sunnmøre och Nordfjord återfördes till Bergenhus stiftamt.
  - 1689: Sunnmøre återfördes till Romsdals amt.
- 1671: Laurvigen grevskap inrättades och ersatte Brunla amt.
- 1673: Griffenfeld grevskap inrättades och ersatte Tønsberg amt.
- 1680: Hallingdal, Eiker och Buskerud skildes från Akershus stiftamt och sammanfördes till Buskeruds amt.
- 1680: Vardøhus administrerades från Nordlandenes amt.
  - 1682: Vardøhus lades under Bergen magistrat.
  - 1685: Finmarkens amt får åter egen amtman.
- 1685: Nedenes amt och Lister og Mandals amt skildes från Christiansand stiftamt.
- 1687: Gudbrandsdalen og Hedemarkens amt skildes från Akershus stiftamt, för att återföras 1694.
  - 1757: Oplandenes amt skildes från Akershus stiftamt.
  - 1781: Oplandenes amt delades i Hedemarken och Kristians amt.
- 1763: Bergenhus stiftamt delades i Nordre och Søndre Bergenhus amt.
- 1789: Senja och Tromsø fögderier overfördes från Nordlands till Finmarkens amt.
- 1804: Trondheims stiftamt delades i Nordre och Søndre Trondheims amt.

Inför upplösningen av personalunionen med Danmark 1814 var antalet stiftamt fyra och underamt 17 stycken. I tre av stiftamten styrde stiftamtmannen såväl stiftamtet som i underliggande amt. Dessa var Lister og Mandals amt (under Christiansand), Søndre Bergenhus amt (under Bergen) och Søndre Trondheims amt (under Trondheim). Stiftamtens överordnade status försvann efterhand, men beteckningen levde kvar ända till 1918.

## Ändringar 1815-1918
- 1821: Jarlsberg och Laurvigs grevskap upplöstes och slogs samman till Jarlsberg og Larviks amt (även kallat Grevskabenes amt)
- 1831: Bergen amt avskildes från Søndre Bergenhus.
- 1842: Kristiania amt avskildes från Akershus.
- 1866: Tromsø amt avskildes från Finmarkens.
- 1867: Hedemarkens gjordes till stiftamt (med säte i Hamar).

Inte heller upplösningen av Svensk-norska unionen 1905 medförde ändringar i norsk lokal- och regionalförvaltning. Bergen och Søndre Bergenhus fick gemensam amtman 1907, men förblev två amt.

## Amtsindelningen 1905
- Smaalenenes amt (Østfold fylke)
- Akershus amt (Akershus fylke)
- Kristiania amt (Kristiania, omdöpt till Oslo 1925)
- Hedemarkens amt (Hedmark fylke)
- Kristians amt (Oppland fylke)
- Buskeruds amt (Buskerud fylke)
- Jarlsberg og Larvik amt (Vestfold fylke)
- Bratsbergs amt (Telemark fylke)
- Nedenes amt (Aust-Agder fylke)
- Lister og Mandals amt (Vest-Agder fylke)
- Stavanger amt (Rogaland fylke)
- Søndre Bergenhus amt (Hordaland fylke)
- Bergen amt (Bergen, Hordaland fylke)
- Nordre Bergenhus amt (Sogn og Fjordane fylke)
- Romsdals amt (Møre fylke, omdöpt till Møre og Romsdal fylke 1935)
- Søndre Trondhjems amt (Sør-Trøndelag fylke)
- Nordre Trondhjems amt (Nord-Trøndelag fylke)
- Nordlands amt (Nordland fylke)
- Tromsø amt (Troms fylke)
- Finmarkens amt (Finnmark fylke)